# Handelsexpeditionen
Handelssexpeditionen var en av de sex ursprungliga svenska statsexpeditionerna inrättade 1713. Hit fördes ärenden rörande bland annat handel, hantverk, industrier, bergsbruk, myntväsendet, utbildning och ecklesiologi.
Redan efter sex år, 1719 slogs handelsexpeditionen samman med kammarexpeditionen till den nybildade inrikes civilexpeditionen.
1793 inrättades handels- och finansexpeditionen, vilken övertog flera av de ärenden som  tidigare hade förts till handelsexpeditionen.